# Schullströmska priset för barn- och ungdomslitteratur
Schullströmska priset för barn- och ungdomslitteratur är ett litterärt pris som utdelas vartannat år sedan 2002 till framstående författare av barn- eller ungdomslitteratur. Sedan 2022 går priset till två pristagare som får 75 000 kronor var. Priset utdelas av Svenska Akademien och utgår från en fond som överlämnades till Akademien 1999 av Kerstin Schullström.

## Pristagare
- 2002 – Barbro Lindgren
- 2004 – Annika Thor
- 2006 – Gunilla Bergström
- 2008 – Sven Nordqvist
- 2010 – Ulf Nilsson
- 2012 – Ulf Stark
- 2014 – Anna-Clara Tidholm
- 2016 – Jan Lööf
- 2018 - Anna Höglund[3]
- 2020 - Katarina von Bredow
- 2022 - Katarina Kieri och Per Nilsson[1]
- 2024 - Christina Lindström och Linnéa Krylén[4]